# Système U (wielerploeg)
Système U is een Franse wielerploeg die actief was tussen 1986 en 1989, bestuurd werd door Cyrille Guimard en gesponsord werd door supermarktketen Système U.

## Geschiedenis
In 1985 kondigde het bestuur van Renault het einde aan van zijn sponsoringen in het wielrennen aan, wat de verdwijning van het Renault-wielerteam betekent. De ploegleider Cyrille Guimard heeft moeite om een koper te vinden. Hij stelt voor om een nieuwe structuur te creëren die hen toelaat om advertentieruimte aan een sponsor te verkopen: het team shirt. 
Cyrille Guimard aanvaardt in eerste instantie dit voorstel. Met Laurent Fignon richtte Guimard de France Compétition sportvereniging en het reclamebureau Maxi-Sports Promotion op, waarvan zij gelijke eigenaren zijn. Dit type organisatie, die dan nieuw is, zal de komende jaren door andere wielerploegen worden overgenomen. Système U zal de sponsor worden van de nieuwe ploeg. De oprichting van de vereniging is te wijten aan de federale regelgeving die de professionele structuren verplicht om van oorsprong een amateur-structuur te hebben. France Compétition wordt gratis voorgezeten door journalist Robert Chapatte.

## Bekende renners
- Vincent Barteau
- Jean-René Bernaudeau
- Alain Bondue
- Éric Boyer
- Jacky Durand
- Laurent Fignon
- Martial Gayant
- Dominique Lecrocq
- Yvon Madiot
- Marc Madiot
- Thierry Marie
- Charly Mottet
- Bjarne Riis
- Gérard Rué
- Claude Séguy

## Overwinningen

### Klassiekers
- Waalse Pijl
  - 1986: Laurent Fignon
- Grand Prix Ouest France-Plouay
  - 1986: Martial Gayant
- Milaan-San Remo
  - 1988: Laurent Fignon
  - 1989: Laurent Fignon
- Ronde van Lombardije
  - 1988: Charly Mottet

### Grote ronden
- Ronde van Frankrijk
  - 1986: Proloog (Thierry Marie), 2de etappe (ploegentijdrit)
  - 1987: 6de etappe (Christophe Lavainne), 11de etappe (Martial Gayant), 21ste etappe (Laurent Fignon) en het Ploegenklassement
  - 1988: 20ste etappe (Thierry Marie)
  - 1989: 2de etappe (ploegentijdrit), 13de etappe (Vincent Barteau), 20ste etappe (Laurent Fignon)
- Ronde van Italië
  - 1989:  Eindklassement (Laurent Fignon), 9de etappe (Bjarne Riis), 20ste etappe (Laurent Fignon)
- Ronde van Spanje
  - 1986: Proloog (tijdrit) (Thierry Marie), 11de etappe (tijdrit) (Charly Mottet), 16de etappe (Alain Bondue)
  - 1987: 19de etappe (Laurent Fignon)

### Overige overwinningen
- Grote Landenprijs: Charly Mottet (1987, 1988) en Laurent Fignon (1989)